# 쇠라가시쥐
쇠라가시쥐(Acomys seurati)는 쥐과에 속하는 설치류이다. 알제리에서만 발견된다. 자연 서식지는 암반 지역과 뜨거운 사막 지역이다. 가시생쥐속에 속하는 종으로 오랫동안 카이로가시쥐(이집트가시쥐, A. cahirinus)의 이명으로 간주되어 왔다. 하지만 핵형이 2n=38, FN=68으로 이집트가시쥐의 2n=36, FN=68과 다르며 두 종은 형태학적으로도 차이가 있다. 이 때문에 이제는 쇠하가시쥐를 별도의 종으로 취급하고 있다.